# Jimmy "Orion" Ellis
James Hodges Ellis (nascido James Hughes Bell, 26 de fevereiro de 1945 - 12 de dezembro de 1998), que às vezes usou o nome artístico de Orion em sua carreira, era um cantor americano. Sua voz era semelhante à de Elvis Presley, um fato que ele e sua gravadora jogaram, fazendo alguns acreditarem que algumas de suas gravações eram de Presley, ou mesmo que Presley não havia morrido em 1977. Ellis apareceu com muitos artistas, incluindo Loretta Lynn, Jerry Lee Lewis, Tammy Wynette, Ricky Skaggs, Lee Greenwood, Gary Morris e os Oak Ridge Boys.

## Primeiros anos
Pode ter nascido em Pascagoula, Mississippi, Orrville, Alabama, ou Washington, D.C., Estados Unidos, em uma casa com apenas um dos pais. Sua certidão de nascimento afirma que a mãe era uma secretária chamada Gladys Bell e o pai era Vernon (sem sobrenome). Aos dois anos, ele se mudou com sua mãe para Birmingham, Alabama, onde foi colocado para adoção e, aos quatro anos, foi adotado por R. F. e Mary Faye (nee Hodges) Ellis. Ele frequentou a Orrville High School, onde se destacou em beisebol, futebol americano e basquete. Depois de vencer uma competição de feira estadual, sua primeira apresentação profissional foi em uma boate chamada Demon's Den em Albany, Geórgia. Ellis entrou no Middle Georgia College com uma bolsa de estudos para atletismo e, em seguida, foi transferido para a Livingston State University.

## Carreira musical
No início de sua carreira musical, Ellis cantou em boates e, em 1964, lançou um single, "Don't Count Your Chickens", para um pequeno selo da Geórgia, Dradco. Seus vocais se assemelhavam muito a Elvis Presley e, em 1969, Shelby Singleton, que havia adquirido os direitos do catálogo da Sun Records, exceto as gravações de Presley para a gravadora, lançou um single das gravações de Ellis das primeiras canções de Presley, "That's All Right ( Mama) "e" Blue Moon of Kentucky ". A gravadora creditou as gravações simplesmente com um "?", E havia rumores de que eram tomadas alternativas de sessões de Presley (apesar de apresentar um baixo elétrico em vez de um contrabaixo).
Após a morte de Presley em 1977, Singleton reviveu a farsa lançando singles que usaram um overdub a voz de Ellis em gravações conhecidas da Sun por Jerry Lee Lewis, Carl Perkins e outros, incluindo uma versão de "Save the Last Dance For Me", em que havia simplesmente um crédito para "Friend". As gravações foram endossadas como gravações genuínas de Presley pelo co-escritor da canção Doc Pomus, o compositor Roy Carr e pelo programa de TV Good Morning America, que realizou um teste de comparação de voz da música com a voz de Presley. Na mesma época, Ellis lançou outro single com seu próprio nome, "I'm Not Trying To Be Like Elvis" (Não estou tentando ser como Elvis), e um álbum, By Request - Ellis Sings Elvis.
Em 1978, a escritora Gail Brewer-Giorgio publicou um romance chamado Orion, sobre um famoso cantor popular - claramente baseado em Presley - que fingiu sua própria morte. Singleton então convenceu Ellis a começar a aparecer como "Orion", usando uma pequena máscara, com cabelos tingidos e com roupas semelhantes às usadas por Presley. Seu álbum Reborn, mostrando o cantor saindo de um caixão, foi lançado em vinil dourado pelo selo Sun em 1978. Alguns ouvintes acreditavam claramente que "Orion" era, na verdade, Presley, que supostamente havia fingido sua própria morte. Orion teve vários sucessos nas paradas da música country, incluindo "Am I That Easy to Forget" (1980), "Rockabilly Rebel" (1981) e "Crazy Little Thing Called Love" (1981). Ele também gravou vários álbuns para a Sun entre 1979 e 1981, e conquistou um grande número de seguidores ao vivo, ainda usando sua máscara.
Ele arrancou a máscara em uma apresentação em 1983, dizendo que não a usaria novamente. No entanto, após não conseguir manter sua popularidade usando seu nome verdadeiro, ele voltou a atuar como Orion em 1987. Ele também começou a administrar uma loja em Selma, Alabama, com sua namorada.

## Morte
Em 12 de dezembro de 1998, Ellis foi assassinado durante um assalto em sua loja, Jimmy's Pawn Shop. Jeffrey Lee foi condenado pelo assassinato de Ellis e sua ex-esposa Elaine Thompson, que trabalhava como empregada na loja, e pela tentativa de assassinato da funcionária Helen King. Lee foi condenado à morte e seu recurso contra a sentença foi recusado em 9 de outubro de 2009.

## Orion: The Man Who Would Be King
Em 2015, a cineasta Jeanie Finlay lançou um documentário, após apresentá-lo no MeetMarket 2013 do Sheffield Doc / Fest, sobre a vida e carreira de Ellis intitulado Orion: The Man Who Would Be King. O filme ganhou o 'The Discovery Award' at the British Independent Film Awards 2015. Foi lançado nos EUA pela Sundance Selects em 4 de dezembro de 2015.